# 公孙丁
公孙丁（？—前522年），子姓，名丁，春秋时期宋国公孙。
宋元公不讲信用、私心很多，又讨厌华氏和向氏。华定、华亥和向宁策划说：“逃亡比死强，先下手吗？”华亥假装有病，以引诱公子们，凡是公子去探病，就扣押起来。前522年夏季六月初九，公子寅、公子御戎、公子朱、公子固、公孙援、公孙丁被杀，向胜、向行被囚禁在谷仓里。